# 龔鎮湘
龔鎮湘（1839年—1921年），派名運震，字子修，號省吾，又號靜庵。湖南人。清朝官員。

## 生平
龔鎮湘生於道光十九年（1839年）己亥九月二十一日寅時，行一，為邑增生。同治六年（1867年）丁卯科孝廉，同治七年（1868年）聯捷戊辰科進士。欽點內閣中書，充本衙門撰文、國史館校對、方略館校對兼辦中書科誥敕事務。
光緒二年（1876年）任丙子科順天府鄉試同考官。截取記名同知，揀選宗人府主事，充則例館纂修、玉牒館纂修、會典館纂修。
光緒六年（1880年），任庚辰科會試同考官。八年（1882年），任壬午科山西鄉試副考官。國史館協修。調禮部祠祭司主事，升儀制司員外郎，轉升祠祭司郎中，分發安徽省候補知府，署理太平知府，特授廬州知府，調補安慶知府，升用道員，欽加二品銜，誥授奉直大夫，晉授中憲大夫，晉授通奉大夫。
民國十年（1921年）辛酉十月初七日午時卒。壽八十三。

## 家庭
配王氏，清江西義寧州八疊司巡檢篤棐公長女。誥封宜人，晉封恭人，晉封夫人。壽六十二。道光二十一年辛丑六月二十六日巳時生，光緒二年壬寅二月初十日酉時卒。
副張氏，清光緒五年己卯七月二十九日戌時生。
子八：家濬、家玳、家愰、家楙、家勻、家馵（均王出）、家榮、家旦（均張出）。